# William Scoresby
William Scoresby (Whitby, Yorkshire el 5 de octubre de 1789 - Torquay, 21 de marzo de 1857) fue un científico y explorador del Ártico británico. En 1822 exploró las costas del este de Groenlandia y descubrió el estrecho o fiordo que ahora lleva su nombre (Scoresby Sund).

## Biografía
Era hijo de William Scoresby (1760-1829), que había hecho una fortuna con la pesca de la ballena en el Ártico. Acompañó en su primer viaje a su padre a la edad de once años, pero a su regreso volvió a la escuela, donde permaneció hasta 1803. Después, volvió a navegar y se convirtió en compañero inseparable de su padre, acompañándole como oficial jefe del ballenero Resolution cuando el 25 de mayo de 1806 lograron llegar a una latitud de 81°30 'lat. (longitud 19°E), la latitud norte mayor alcanzada en el hemisferio oriental, una marca que se conservaría durante veintiún años. Durante el invierno siguiente, Scoresby asistió a las clases de filosofía natural y de química en la Universidad de Edimburgo, y donde regresó en el año 1809.
En su viaje de 1807 Scoresby comenzó el estudio de la meteorología y la historia natural de las regiones polares. Los primeros resultados incluyeron observaciones originales sobre la nieve y los cristales. En 1809 Robert Jameson llevó algunos de sus documentos del Ártico ante la Sociedad Wernerian (Wernerian Society) de Edimburgo, de la que fue elegido miembro.
En 1811, el padre de Scoresby le entregó el mando del Resolution y ese mismo año se casó con la hija de un corredor marítimo de Whitby. En el viaje de 1813 estableció por vez primera que las aguas del océano polar tienen una temperatura más cálida a profundidades considerables que en la superficie. Cada viaje posterior en busca de ballenas Scoresby estaba ansioso por establecer nuevos conocimientos científicos. Sus cartas de este período a Sir Joseph Banks, a quien había conocido unos años antes, sin duda dieron el primer impulso a la búsqueda del Paso del Noroeste. El 29 de junio de 1816, en su decimoquinto viaje de caza de ballenas desde Whitby al mando de la Esk, Scoresby tuvo problemas graves cuando el hielo dañó su nave. Con la ayuda de su cuñado, tripulante a bordo del John, y después de acceder a entregar parte de sus capturas, el Esk fue reparado, lo que Scoresby relató en su libro de 1820 The Northern Whale-Fishery [La pesquería de ballenas del Norte].
En 1819, Scoresby fue elegido miembro de la Royal Society de Edimburgo y, al mismo tiempo, comunicó un documento a la Royal Society de Londres: On the Anomaly in the Variation of the Magnetic Needle [Sobre la anomalía en la variación de la aguja magnética]. En 1820, publicó An Account of the Arctic Regions and Northern Whale Fishery [Un informe sobre las regiones árticas y la pesca de ballenas del norte], en el que recogió los resultados de sus propias observaciones, así como las de anteriores navegantes.
En su viaje de 1822 a Groenlandia, Scoresby reconoció y cartografió con notable precisión unas 400 millas de la costa este, entre los 69°30' y los 72°30', contribuyendo así al primer conocimiento geográfico importante de la zona oriental de Groenlandia. Este, sin embargo, resultó ser el último de sus viajes al Ártico. A su regreso, se enteró de la muerte de su esposa, y este evento, con otras influencias que actuaban sobre su de natural piadoso espíritu, le decidió a entrar en la iglesia.
Después de dos años de residencia en Cambridge, Scoresby consiguió su título (1825) y se convirtió en el cura de Bessingby, Yorkshire. Mientras tanto, había presentado en Edimburgo su Journal of a Voyage to the Northern Whale Fishery, including Researches and Discoveries on the Eastern Coast of Greenland (1823) [Diario de un viaje a la pesca de la ballena del Norte, incluyendo investigaciones y descubrimientos en la costa oriental de Groenlandia]. El desempeño de sus tareas administrativas en Bessingby, y más tarde en Liverpool, en Exeter y en Bradford, no le impidió continuar con su interés en la ciencia. En 1824, la Royal Society le eligió como miembro y en 1827, se le convirtió en miembro honorario correspondiente de la Academia de Ciencias de París, mientras en 1839, obtuvo el título de D.D..
Desde el principio, Scoresby trabajó como miembro activo y oficial de la Asociación Británica para el Avance de la Ciencia (British Association for the Advancement of Science), y contribuyó especialmente a los conocimientos de magnetismo terrestre. De los sesenta escritos suyos en la lista de documentos de la Royal Society, muchos corresponden a esta esfera de investigación. Pero sus observaciones se extendieron a muchas otras disciplinas, incluyendo investigaciones sobre la óptica. A fin de obtener datos adicionales acerca de sus teorías sobre el magnetismo, viajó a Australia en 1856 a bordo del malogrado cascarón de hierro 'Royal Charter'. Los resultados de ese viaje aparecieron en una publicación póstuma: Journal of a Voyage to Australia for Magnetical Research [Diario de un viaje a Australia para la investigación magnética], editado por Archibald Smith (1859). Hizo dos visitas a Estados Unidos, en 1844 y 1848; a su regreso a casa de la última de estas visitas, realizó algunas observaciones valiosas sobre la altura de las olas del Atlántico. Los resultados de estos trabajos fueron entregados a la Asociación Británica. Scoresby también se interesó mucho en las cuestiones sociales, especialmente en la mejora de la situación de los operarios fabriles. También publicó numerosas obras y documentos de carácter religioso.
En 1850 Scoresby publicó un trabajo que instaba a la persecución de la búsqueda de la expedición perdida de Franklin, proporcionando los resultados de su propia experiencia en la navegación del Ártico.
Scoresby se casó tres veces. Después de su tercer matrimonio (1849), construyó una villa en Torquay, donde murió el 21 de marzo de 1857.

## Reconocimientos
- El cráter lunar Scoresby lleva este nombre en su memoria.[2]
- El suburbio de Scoresby en Melbourne, Australia, 25 km al sureste del distrito central de negocios de Melbourne, lleva su nombre.
- Uno de los primeros buque de investigación del siglo XX al servicio de la organización científica británica, Investigaciones Discovery (Discovery Investigations), también fue nombrado en reconocimiento a Scoresby. Su tripulación llevó a cabo investigación oceanográfica y biológica marina en el océano Atlántico Sur.